# نورپردازی حجمی

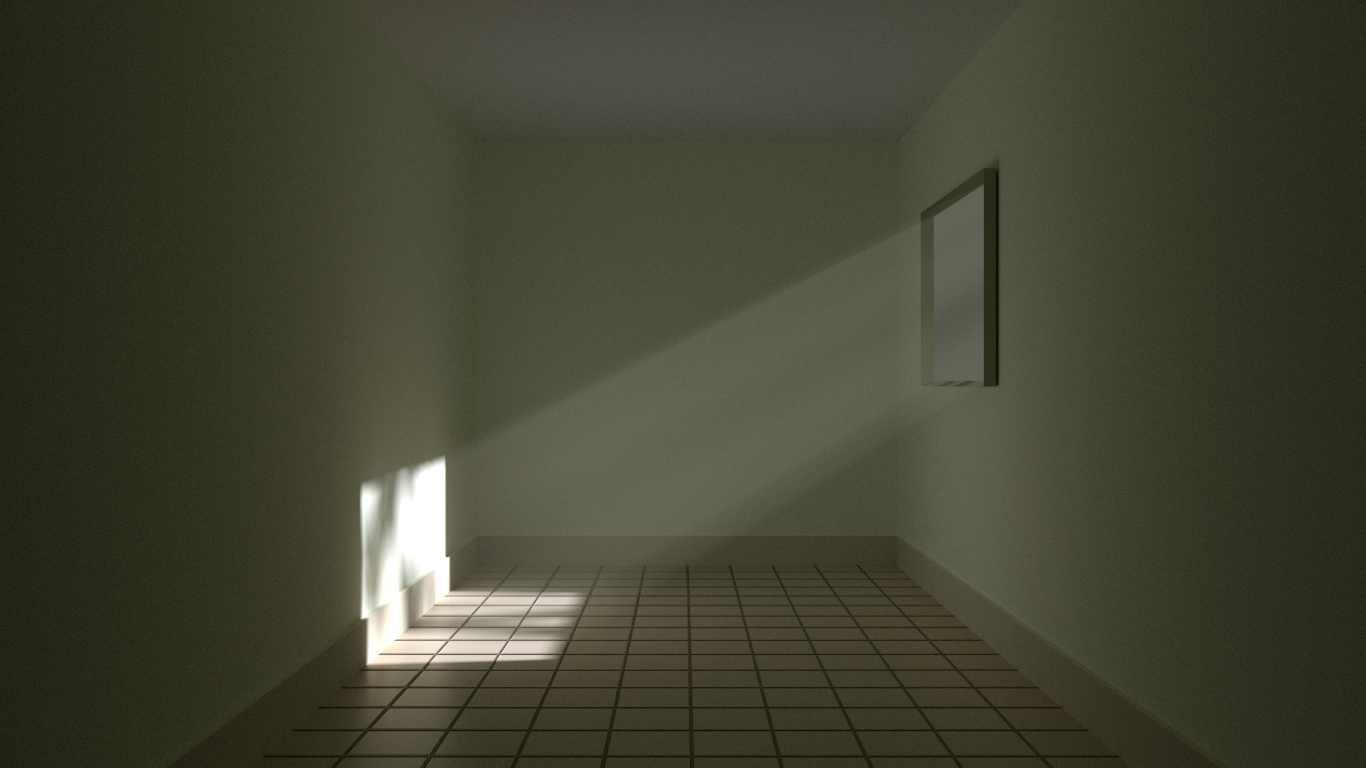
رندر نور حجمی از طریق یک پنجره

نورپردازی حجمی (به انگلیسی: Volumetric Lighting) یک تکنیک در گرافیک کامپیوتری سه‌بعدی است که جلوه‌های نوری رو به صحنه‌های رندرشده اضافه می‌کند. این تکنیک کمک می‌کند تا بازیکن نورد نور رو مشاهده کند.